# Риттих, Йенё
Йенё Риттих (венг. Rittich Jenő; 13 января 1889, Aradul Nou — 24 декабря 1961, Келоуна, Британская Колумбия) — венгерский гимнаст, серебряный призёр летних Олимпийских игр 1912 года, знаменосец сборной Венгрии на тех играх.